# Аустралија на Дечјој песми Евровизије
Аустралија ће дебитовати на Дечјој песми Евровизије 2015. године која ће се одржати у Бугарској.

## Представници
| Година      | Извођач(и)       | Песма            | Пласман          | Поени            |
| ----------- | ---------------- | ---------------- | ---------------- | ---------------- |
| 2015        | Бела Пејџ        | My Girls         | 8                | 64               |
| 2016        | Алекса Кертис    | We Are           | 5                | 202              |
| 2017        | Изабела Кларк    | Speak Up!        | 3                | 172              |
| 2018        | Џаел Вена        | Champion         | 3                | 201              |
| 2019        | Џордан Ентони    | We Will Rise     | 8                | 121              |
| 2020 — 2025 | Није учествовала | Није учествовала | Није учествовала | Није учествовала |